# ドイツ・バレーボール・ブンデスリーガ (男子)
ドイツ・男子バレーボール・ブンデスリーガ（ドイツ だんしバレーボール ブンデスリーガ）は、ドイツの男子バレーボールリーグである。1部優勝チームは、ドイツの国内選手権の王者となる。サッカーのブンデスリーガのバレーボール版に当たる。

## リーグ構成
国内リーグは次の3部構成である。
- 1部 （原語表記: Deutsche Volleyball-Bundesliga）- 11チーム（2013/14シーズン）
- 2部 （原語表記: 2. Volleyball-Bundesliga （南リーグ、北リーグ））- 約28チーム
- 3部 （原語表記: Dritte Liga （東リーグ、南リーグ、西リーグ、北リーグ））- 約40チーム

## 1部リーグの試合方式 （2013/14シーズン）
参加11チームにより1回戦総当たりのリーグ戦を行う。11位のチームは2部へ自動降格する。1-6位チームはプレーオフに進出。7-10位チームはプレ・プレーオフに進出して対戦し、そのうち2チームがプレーオフに進む。
プレーオフは8チームによるトーナメント形式で行われ、優勝チームを決定する。トーナメント戦の試合形式はサドンデスでなく、準決勝及び決勝戦が5戦3勝先勝方式、それ以外は3戦2勝先勝方式で行われる。

## 2013/14シーズンの1部リーグ参加チーム
| 昨シーズン リーグ順位 | チーム名                           | 本拠地                              | 備考 |
| --------------------- | ---------------------------------- | ----------------------------------- | ---- |
| 1                     | ベルリン・リサイクリング・バレーズ | ベルリン                            |      |
| 2                     | TSVウンターハヒング                | バイエルン州                        |      |
| 3                     | VfBフリードリヒスハーフェン        | フリードリヒスハーフェン            |      |
| 4                     | TVブール                           | ブール (バーデン)                   |      |
| 5                     | メルザーSC                         | カンプ＝リンフォルト                |      |
| 6                     | evivoデューレン                    | デューレン                          |      |
| 7                     | CVミッテルドイチュランド           | シュペルガウ                        |      |
| 8                     | TVロッテンブルク                   | ロッテンブルク                      |      |
| 10                    | VCドレスデン                       | ドレスデン                          |      |
| -                     | VCボトロップ                       | ボトロップ                          |      |
| -                     | VSGコーブルク/グルプ               | コーブルク/グルプ・アム・フォルスト |      |

なおVCボトロップのライセンスが2013年12月に取り消されたため、2013/14シーズンは10チームで1部リーグが実施されることになった。

## 歴史
ドイツ・ブンデスリーガの歴史的な最初の試合は、1974年10月4日に行われた。第1回のリーグ参加チームは、SSSボン、フライブルク1844、USCギーセン、ハンブルガーSV、TSV1860ミュンヘン、USCミュンスター、GTRVノイヴィート、VBCパーダーボルンの8チームであった。第1回大会はファイナルやプレーオフは行わず、2回戦総当たりのリーグ戦のみで優勝チームを決定し、TSV1860ミュンヘンが全勝で初代チャンピオンとなった。

## 歴代優勝チーム
1990年のドイツ再統一後の優勝チームを記す。
- 1991: TSV Milbertshofen Monaco
- 1992: メルザーSC
- 1993: SCCベルリン
- 1994: バイエル・ヴッパータール
- 1995: ASVダッハウ
- 1996: ASVダッハウ
- 1997: バイエル・ヴッパータール
- 1998: VfBフリードリヒスハーフェン
- 1999: VfBフリードリヒスハーフェン
- 2000: VfBフリードリヒスハーフェン
- 2001: VfBフリードリヒスハーフェン
- 2002: VfBフリードリヒスハーフェン
- 2003: SCCベルリン
- 2004: SCCベルリン
- 2005: VfBフリードリヒスハーフェン
- 2006: VfBフリードリヒスハーフェン
- 2007: VfBフリードリヒスハーフェン
- 2008: VfBフリードリヒスハーフェン
- 2009: VfBフリードリヒスハーフェン
- 2010: VfBフリードリヒスハーフェン
- 2011: VfBフリードリヒスハーフェン
- 2012: ベルリン・リサイクリング・バレーズ